# Porostní mapa
Porostní mapa patří do skupiny lesnických map. Ukázka porostní mapy je například zde Archivováno 11. 3. 2007 na Wayback Machine.. Porostní mapa ukazuje především stáří lesních porostů a zakmenění. Porost je podle stáří rozdělen do věkových tříd. Jedna věková třída zahrnuje všechny porosty, jejichž věk patří do intervalu o délce 20 let. Věkové třídy jsou na mapě odlišeny barvami. Přehled věkových tříd a odpovídajících barev v mapě zobrazuje následující tabulka.
V případě, že v porostu se vyskytuje více etáží, potom jsou v ploše porostu proužky barev podle věkových tříd zastoupených etáží.
Zakmenění je ukazatel toho, jak porost využívá své růstové prostředí. Stupeň zakmenění je na porostní mapě vyjádřen šrafováním ploch. Úplná legenda map je součástí Informačního standardu lesního hospodářství pro LHP a LHO, který je uveřejně na stránkách Ústavu pro hospodářskou úpravu lesů.
Podkladem pro zhotovení porostní mapy (i dalších lesnických map) je státní mapa odvozená ( SMO ) 1:5000. Je to černobílá mapa, která na mapovém listu zachycuje nákres katastrální situace a výškopis (informace o průběhu nadmořské výšky). Lesnické mapy navíc zachycují i prostorové rozdělení lesa.